# Batman: Vengeance
Batman: Vengeance è un videogioco sviluppato da Ubisoft Montreal basato sul supereroe dei fumetti della DC Comics, Batman. Il videogioco è ispirato alla serie animata Batman - Cavaliere della notte. Batman: Vengeance è stato pubblicato tra l'ottobre del 2001 e l'ottobre del 2002 per le piattaforme PlayStation 2, Xbox, Microsoft Windows, GameCube e Game Boy Advance.

## Personaggi

### Eroi e alleati
- Bruce Wayne/Batman: questa volta il Cavaliere Oscuro dovrà fermare il folle piano del Joker, il quale sta ricattando una donna di nome Mary Flynn, oltre ad essere intenzionato a bruciare Gotham City. Doppiatore: Kevin Conroy.
- Barbara Gordon/Batgirl: è di supporto a Batman tramite Batcomunicatore. Doppiatrice: Tara Strong.

### Nemici/Boss
- Il Joker: antagonista principale del gioco, sta ricattando una donna di nome Mary Flynn, che in seguito si rivelerà solo un travestimento di Harley Quinn per ingannare Batman. Dopo lo scontro con il Cavaliere Oscuro sul ponte di Gotham, fingerà la sua morte cadendo da esso. Al suo ritorno, dopo aver preparato tutto nell'ombra, rivelerà il suo vero piano: incendiare Gotham con il suo piccolo dirigibile. Batman dovrà fermarlo. Doppiatore: Mark Hamill.
- Harleen Quinzel/Harley Quinn: come sempre affianca il Joker nei suoi crimini. In questa avventura si cala nei panni di una donna di Mary Flynn per tendere un tranello a Batman e far scattare il piano del Joker. Dopodiché si rivelerà al Cavaliere Oscuro. Doppiatrice: Arleen Sorkin.
- Victor Fries/Mr. Freeze: ha rapito uno scienziato di nome Isaac Evers, il quale ha inventato un nuovo composto chimico chiamato Prometeo, sperimentato per la medicina criogenica. Batman dovrà liberare Evers e fermare Fries. Doppiatore: Michael Ansara.
- Pamela Isley/Poison Ivy: ricatta il sindaco di Gotham, Emil Hill per soldi. Batman dovrà fermarla. Doppiatrice: Diane Pershing.

### Altri nemici
- Tirapiedi del Joker: uomini robusti vestiti da mimi. Tra le armi comprendono pistole, mitragliatrici e lanciafiamme.
- Tirapiedi di Mr. Freeze: donne vestite con abiti invernali e occhiali da sole. Usano armi criogeniche.
- Creature di Poison Ivy: ibridi tra esseri umanoidi e vegetali. Sono in grado di lanciare sostanze tossiche dalle mani.
- Individuo misterioso: un grosso individuo che nasconde la sua identità grazie al suo abbigliamento. Attaccherà prima Batgirl sul treno e poi fuggirà a bordo di un'auto. Batman lo inseguirà con la Batmobile. In seguito si rivelerà essere una delle creature di Poison Ivy.
- Poliziotti: squadra della SWAT che dà la caccia a Batman in seguito a qualcuno che lo aveva incastrato, facendo credere che fosse stato lui a colpire il commissario Gordon con un Batarang. Sono armati di fucili e, a differenza di tutti gli altri nemici, sono battibili con un sol colpo.
- Scagnozzo del Joker con missili: dotato di sparamissili sulle spalle. Batman potrà sconfiggerlo colpendo i missili con un Batarang prima che li lanci.

### Altri personaggi
- Tim Drake/Robin: è giocabile in alcuni livelli. Personaggio esclusivo della versione per Game Boy Advance.
- Dick Grayson/Nightwing: piloterà il Bataereo in alcuni livelli. Personaggio esclusivo della versione per Game Boy Advance.
- Alfred Pennyworth: non presente nel videogioco, ma la sua voce registrata guiderà Batman nell'addestramento. Doppiatore: Efrem Zimbalist Jr..
- James Gordon: il commissario di polizia di Gotham City. Viene colpito da Harley Quinn con un Batarang, facendo credere che sia stato Batman. Il Cavaliere Oscuro, fuggirà tra i tetti, braccato dalla polizia che lo ritiene il responsabile. Doppiatore: Bob Hastings.
- Isaac Evers: uno scienziato, inventore del composto chimico "Prometeo", in grado di liberare la gente ibernata. Mr. Freeze, lo rapisce affinché ritiri la sua creazione.
- Emil Hill: il sindaco di Gotham City. Viene ricattato dalla malvagia Poison Ivy, la quale gli ha impiantato una pianta sullo stomaco che lo divorerà se non acquisterà cibo per piante. Batman dovrà liberarlo. Doppiatore: Lloyd Bochner.

## Sequel
Nel 2003 è stato pubblicato un sequel intitolato Batman: Rise of Sin Tzu, il quale mostra l'arrivo di un personaggio inedito chiamato Sin Tzu, creato dal fumettista Jim Lee.